# Dianthus brachycalyx
Dianthus brachycalyx là loài thực vật có hoa thuộc họ Cẩm chướng. Loài này được A.Huet ex ex Bacch., Brullo,Casti & Giusso mô tả khoa học đầu tiên năm 2010.